# Seznam dílů seriálu Akta X
Toto je seznam dílů seriálu Akta X. Americký televizní seriál Akta X byl poprvé vysílán 10. září 1993 a skončil po devíti řadách dne 19. května 2002. Byly natočeny i dva celovečerní filmy: Akta X (1998), dějově zasazený mezi 5. a 6. řadu a Akta X: Chci uvěřit (2008), který je pokračováním celého seriálu. V roce 2016 se Akta X vrátila s šestidílnou minisérií a v roce 2018 ještě jednou s deseti novými díly.
Datem české premiéry je míněno datum uvedení s českým dabingem v televizi. Některé (zejména tzv. mytologické epizody) 2.–8. série byly vydány na VHS dříve, než se objevily v televizi. Podobně část 8. série a především celou 9. sérii bylo možné zhlédnout v předstihu na DVD.

## Přehled řad
| Řada | Díly | Premiéra v USA     | Premiéra v USA  | Premiéra v ČR     | Premiéra v ČR     |
| Řada | Díly | První díl          | Poslední díl    | První díl         | Poslední díl      |
| ---- | ---- | ------------------ | --------------- | ----------------- | ----------------- |
| 1    | 24   | 10. září 1993      | 13. května 1994 | 26. května 1995   | 3. listopadu 1995 |
| 2    | 25   | 16. září 1994      | 19. května 1995 | 6. ledna 1997     | 3. července 1997  |
| 3    | 24   | 22. září 1995      | 17. května 1996 | 10. července 1997 | 23. prosince 1997 |
| 4    | 24   | 4. října 1996      | 18. května 1997 | 8. ledna 1998     | 25. června 1998   |
| 5    | 20   | 2. listopadu 1997  | 17. května 1998 | 30. prosince 1999 | 5. června 2000    |
| 6    | 22   | 8. listopadu 1998  | 16. května 1999 | 19. června 2000   | 28. září 2000     |
| 7    | 22   | 7. listopadu 1999  | 21. května 2000 | 2. ledna 2008     | 21. února 2008    |
| 8    | 21   | 5. listopadu 2000  | 20. května 2001 | 25. února 2008    | 10. dubna 2008    |
| 9    | 20   | 11. listopadu 2001 | 19. května 2002 | 17. června 2013   | 9. října 2013     |
| 10   | 6    | 24. ledna 2016     | 22. února 2016  | 8. dubna 2016     | 10. dubna 2016    |
| 11   | 10   | 3. ledna 2018      | 21. března 2018 | 18. srpna 2018    | 17. září 2018     |

## Seznam dílů
Díly páté (od 17. dílu), šesté a jedenácté řady byly v Česku vysílány okolo půlnoci. Seznam zachycuje kalendářní začátek vysílání podle televizního programu.
Názvy označené (DVD) pocházejí z krabičky DVD vydání. Názvy (TV) jsou přímo řečené po znělce v dílu, tato praxe začala ale až od 5. řady.
Názvy (Disney+) pocházejí z přehledu dílů na Disney+. Další alternativní názvy nejsou uvedeny, ať už jsou to fanouškovské názvy nebo názvy z knižních průvodců (Brian Lowry: Akta X: oficiální průvodce,  1996; Brian Lowry: Akta X - Nevěřte nikomu, 1997; Andy Meisler: Akta X: Chci věřit, 1998; Ted Edwards: Tajná Akta X - neoficiální průvodce, 1997; a další).

### První řada (1993–1994)
| Č. v seriálu | Č. v řadě | Původní název        | Český název                                               | Režie            | Scénář                          | Premiéra v USA     | Premiéra v ČR     | Prod. kód |
| ------------ | --------- | -------------------- | --------------------------------------------------------- | ---------------- | ------------------------------- | ------------------ | ----------------- | --------- |
| 1            | 1         | Pilot                | Akta X: Úvod (DVD) Pilot (Disney+)                        | Robert Mandel    | Chris Carter                    | 10. září 1993      | 26. května 1995   | 1X79      |
| 2            | 2         | Deep Throat          | Muž z Pentagonu (DVD) Pan X (Disney+)                     | Daniel Sackheim  | Chris Carter                    | 17. září 1993      | 2. června 1995    | 1X01      |
| 3            | 3         | Squeeze              | Hnízdo                                                    | Harry Longstreet | Glen Morgan a James Wong        | 24. září 1993      | 9. června 1995    | 1X02      |
| 4            | 4         | Conduit              | Informační kanál (DVD) Prostředník (Disney+)              | Daniel Sackheim  | Alex Gansa a Howard Gordon      | 1. října 1993      | 16. června 1995   | 1X03      |
| 5            | 5         | The Jersey Devil     | Čert z Jersey (DVD) Ďábel z Jersey (Disney+)              | Joe Napolitano   | Chris Carter                    | 8. října 1993      | 23. června 1995   | 1X04      |
| 6            | 6         | Shadows              | Stíny                                                     | Michael Katleman | Glen Morgan a James Wong        | 22. října 1993     | 30. června 1995   | 1X05      |
| 7            | 7         | Ghost in the Machine | Duch stroje (DVD) Duch ve stroji (Disney+)                | Jerrold Freedman | Alex Gansa a Howard Gordon      | 29. října 1993     | 7. července 1995  | 1X06      |
| 8            | 8         | Ice                  | Led                                                       | David Nutter     | Glen Morgan a James Wong        | 5. listopadu 1993  | 14. července 1995 | 1X07      |
| 9            | 9         | Space                | Vesmír                                                    | William Graham   | Chris Carter                    | 12. listopadu 1993 | 21. července 1995 | 1X08      |
| 10           | 10        | Fallen Angel         | Padlý anděl                                               | Larry Shaw       | Howard Gordon a Alex Gansa      | 19. listopadu 1993 | 28. července 1995 | 1X09      |
| 11           | 11        | Eve                  | Eva                                                       | Fred Gerber      | Kenneth Biller a Chris Brancato | 10. prosince 1993  | 4. srpna 1995     | 1X10      |
| 12           | 12        | Fire                 | Oheň                                                      | Larry Shaw       | Chris Carter                    | 17. prosince 1993  | 11. srpna 1995    | 1X11      |
| 13           | 13        | Beyond the Sea       | Tam za mořem                                              | David Nutter     | Glen Morgan a James Wong        | 7. ledna 1994      | 18. srpna 1995    | 1X12      |
| 14           | 14        | Gender Bender        | Opačné pohlaví                                            | Rob Bowman       | Larry Barber a Paul Barber      | 21. ledna 1994     | 25. srpna 1995    | 1X13      |
| 15           | 15        | Lazarus              | Lazar                                                     | David Nutter     | Alex Gansa a Howard Gordon      | 4. února 1994      | 1. září 1995      | 1X14      |
| 16           | 16        | Young at Heart       | Mladý srdcem (DVD) Srdcem mlád (Disney+)                  | Michael Lange    | Scott Kaufer a Chris Carter     | 11. února 1994     | 8. září 1995      | 1X15      |
| 17           | 17        | E.B.E.               | E.B.E. (DVD) MBE (Disney+)                                | William Graham   | Glen Morgan a James Wong        | 18. února 1994     | 15. září 1995     | 1X16      |
| 18           | 18        | Miracle Man          | Čaroděj (DVD) Divotvůrce (Disney+)                        | Michael Lange    | Chris Carter a Howard Gordon    | 18. března 1994    | 22. září 1995     | 1X17      |
| 19           | 19        | Shapes               | Tvary                                                     | David Nutter     | Marilyn Osborn                  | 1. dubna 1994      | 29. září 1995     | 1X18      |
| 20           | 20        | Darkness Falls       | Padá soumrak                                              | Joe Napolitano   | Chris Carter                    | 15. dubna 1994     | 6. října 1995     | 1X19      |
| 21           | 21        | Tooms                | Tooms                                                     | David Nutter     | Glen Morgan a James Wong        | 22. dubna 1994     | 13. října 1995    | 1X20      |
| 22           | 22        | Born Again           | Znovuzrozený                                              | Jerrold Freedman | Howard Gordon a Alex Gansa      | 29. dubna 1994     | 20. října 1995    | 1X21      |
| 23           | 23        | Roland               | Roland                                                    | David Nutter     | Chris Ruppenthal                | 6. května 1994     | 27. října 1995    | 1X22      |
| 24           | 24        | The Erlenmeyer Flask | Erlenmeyerova nádobka (DVD) Erlenmeyerova baňka (Disney+) | R. W. Goodwin    | Chris Carter                    | 13. května 1994    | 3. listopadu 1995 | 1X23      |

### Druhá řada (1994–1995)
| Č. v seriálu | Č. v řadě | Původní název         | Český název                                     | Režie                 | Scénář                                                      | Premiéra v USA     | Premiéra v ČR    | Prod. kód |
| ------------ | --------- | --------------------- | ----------------------------------------------- | --------------------- | ----------------------------------------------------------- | ------------------ | ---------------- | --------- |
| 25           | 1         | Little Green Men      | Zelení mužíčkové (DVD) Zelení mužíčci (Disney+) | David Nutter          | Glen Morgan a James Wong                                    | 16. září 1994      | 6. ledna 1997    | 2X01      |
| 26           | 2         | The Host              | Hostitel                                        | Daniel Sackheim       | Chris Carter                                                | 23. září 1994      | 13. ledna 1997   | 2X02      |
| 27           | 3         | Blood                 | Krev                                            | David Nutter          | Darin Morgan (námět) Glen Morgan a James Wong (scénář)      | 30. září 1994      | 20. ledna 1997   | 2X03      |
| 28           | 4         | Sleepless             | Nespavost                                       | Rob Bowman            | Howard Gordon                                               | 7. října 1994      | 27. ledna 1997   | 2X04      |
| 29           | 5         | Duane Barry           | Duane Barry                                     | Chris Carter          | Chris Carter                                                | 14. října 1994     | 3. února 1997    | 2X05      |
| 30           | 6         | Ascension             | Výstup (DVD) Vzestup (Disney+)                  | Michael Lange         | Paul Brown                                                  | 21. října 1994     | 10. února 1997   | 2X06      |
| 31           | 7         | 3                     | Trojice (DVD) 3 (Disney+)                       | David Nutter          | Chris Ruppenthal, Glen Morgan a James Wong                  | 4. listopadu 1994  | 17. února 1997   | 2X07      |
| 32           | 8         | One Breath            | Jedním dechem (DVD) Jeden nádech (Disney+)      | R. W. Goodwin         | Glen Morgan a James Wong                                    | 11. listopadu 1994 | 24. února 1997   | 2X08      |
| 33           | 9         | Firewalker            | Ohnivák                                         | David Nutter          | Howard Gordon                                               | 18. listopadu 1994 | 3. března 1997   | 2X09      |
| 34           | 10        | Red Museum            | Červené muzeum (DVD) Rudé muzeum (Disney+)      | Win Phelps            | Chris Carter                                                | 9. prosince 1994   | 10. března 1997  | 2X10      |
| 35           | 11        | Excelsis Dei          | Excelsius Dei                                   | Stephen Surjik        | Paul Brown                                                  | 16. prosince 1994  | 17. března 1997  | 2X11      |
| 36           | 12        | Aubrey                | Aubrey                                          | Rob Bowman            | Sara B. Charno                                              | 6. ledna 1995      | 24. března 1997  | 2X12      |
| 37           | 13        | Irresistible          | Neodolatelné (DVD) Neodolatelná (Disney+)       | David Nutter          | Chris Carter                                                | 13. ledna 1995     | 3. dubna 1997    | 2X13      |
| 38           | 14        | Die Hand Die Verletzt | Ruka, která trestá                              | Kim Manners           | Glen Morgan a James Wong                                    | 27. ledna 1995     | 10. dubna 1997   | 2X14      |
| 39           | 15        | Fresh Bones           | Čerstvé kosti                                   | Rob Bowman            | Howard Gordon                                               | 3. února 1995      | 17. dubna 1997   | 2X15      |
| 40           | 16        | Colony                | Kolonie                                         | Nick Marck            | David Duchovny a Chris Carter (námět) Chris Carter (scénář) | 10. února 1995     | 24. dubna 1997   | 2X16      |
| 41           | 17        | End Game              | Konec hry (DVD) Finále (Disney+)                | Rob Bowman            | Frank Spotnitz                                              | 17. února 1995     | 1. května 1997   | 2X17      |
| 42           | 18        | Fearful Symmetry      | Děsivá symetrie                                 | James Whitmore mladší | Steve De Jarnatt                                            | 24. února 1995     | 8. května 1997   | 2X18      |
| 43           | 19        | Dod Kalm              | Mrtvolné ticho                                  | Rob Bowman            | Howard Gordon (námět) Howard Gordon a Alex Gansa (scénář)   | 10. března 1995    | 15. května 1997  | 2X19      |
| 44           | 20        | Humbug                | Humbug (DVD) Podvod (Disney+)                   | Kim Manners           | Darin Morgan                                                | 31. března 1995    | 22. května 1997  | 2X20      |
| 45           | 21        | The Calusari          | Kalusari                                        | Michael Vejar         | Sara B. Charno                                              | 14. dubna 1995     | 29. května 1997  | 2X21      |
| 46           | 22        | F. Emasculata         | F. Emasculata (DVD) Hmyz (Disney+)              | Rob Bowman            | Chris Carter a Howard Gordon                                | 28. dubna 1995     | 5. června 1997   | 2X22      |
| 47           | 23        | Soft Light            | Přítmí                                          | James Contner         | Vince Gilligan                                              | 5. května 1995     | 12. června 1997  | 2X23      |
| 48           | 24        | Our Town              | Naše město                                      | Rob Bowman            | Frank Spotnitz                                              | 12. května 1995    | 19. června 1997  | 2X24      |
| 49           | 25        | Anasazi               | Anasazi (DVD) Anasaziové (Disney+)              | R. W. Goodwin         | David Duchovny a Chris Carter (námět) Chris Carter (scénář) | 19. května 1995    | 3. července 1997 | 2X25      |

### Třetí řada (1995–1996)
| Č. v seriálu | Č. v řadě | Původní název                 | Český název                                                                                    | Režie            | Scénář                                                        | Premiéra v USA     | Premiéra v ČR      | Prod. kód |
| ------------ | --------- | ----------------------------- | ---------------------------------------------------------------------------------------------- | ---------------- | ------------------------------------------------------------- | ------------------ | ------------------ | --------- |
| 50           | 1         | The Blessing Way              | Požehnaná cesta                                                                                | R. W. Goodwin    | Chris Carter                                                  | 22. září 1995      | 10. července 1997  | 3X01      |
| 51           | 2         | Paper Clip                    | Kancelářská spona (DVD) Paperclip (Disney+)                                                    | Rob Bowman       | Chris Carter                                                  | 29. září 1995      | 17. července 1997  | 3X02      |
| 52           | 3         | D.P.O.                        | D.P.O.                                                                                         | Kim Manners      | Howard Gordon                                                 | 6. října 1995      | 24. července 1997  | 3X03      |
| 53           | 4         | Clyde Bruckman's Final Repose | Poslední odpočinek Clydea Bruckmana (DVD) Místo posledního odpočinku Clyda Bruckmana (Disney+) | David Nutter     | Darin Morgan                                                  | 13. října 1995     | 31. července 1997  | 3X04      |
| 54           | 5         | The List                      | Seznam                                                                                         | Chris Carter     | Chris Carter                                                  | 20. října 1995     | 7. srpna 1997      | 3X05      |
| 55           | 6         | 2Shy                          | 2Shy                                                                                           | David Nutter     | Jeffrey Vlaming                                               | 3. listopadu 1995  | 14. srpna 1997     | 3X06      |
| 56           | 7         | Walk                          | Procházka                                                                                      | Rob Bowman       | John Shiban                                                   | 10. listopadu 1995 | 21. srpna 1997     | 3X07      |
| 57           | 8         | Oubliette                     | Hladomorna                                                                                     | Kim Manners      | Charles Grant Craig                                           | 17. listopadu 1995 | 28. srpna 1997     | 3X08      |
| 58           | 9         | Nisei                         | Nisei                                                                                          | David Nutter     | Chris Carter, Howard Gordon a Frank Spotnitz                  | 24. listopadu 1995 | 4. září 1997       | 3X09      |
| 59           | 10        | 731                           | 731                                                                                            | Rob Bowman       | Frank Spotnitz                                                | 1. prosince 1995   | 11. září 1997      | 3X10      |
| 60           | 11        | Revelations                   | Zjevení                                                                                        | David Nutter     | Kim Newton                                                    | 15. prosince 1995  | 18. září 1997      | 3X11      |
| 61           | 12        | War of the Coprophages        | Válka Coprophagů (DVD) Válka koprofágů (Disney+)                                               | Kim Manners      | Darin Morgan                                                  | 5. ledna 1996      | 23. září 1997      | 3X12      |
| 62           | 13        | Syzygy                        | Syzygia (DVD) Syzygie (Disney+)                                                                | Rob Bowman       | Chris Carter                                                  | 26. ledna 1996     | 30. září 1997      | 3X13      |
| 63           | 14        | Grotesque                     | Groteska                                                                                       | Kim Manners      | Howard Gordon                                                 | 2. února 1996      | 7. října 1997      | 3X14      |
| 64           | 15        | Piper Maru                    | Piper Maru                                                                                     | Rob Bowman       | Frank Spotnitz a Chris Carter                                 | 9. února 1996      | 14. října 1997     | 3X15      |
| 65           | 16        | Apocrypha                     | Apokryfy                                                                                       | Kim Manners      | Frank Spotnitz a Chris Carter                                 | 16. února 1996     | 21. října 1997     | 3X16      |
| 66           | 17        | Pusher                        | Průbojný                                                                                       | Rob Bowman       | Vince Gilligan                                                | 23. února 1996     | 28. října 1997     | 3X17      |
| 67           | 18        | Teso Dos Bichos               | Teso Dos Bichos                                                                                | Kim Manners      | John Shiban                                                   | 8. března 1996     | 4. listopadu 1997  | 3X18      |
| 68           | 19        | Hell Money                    | Pekelné peníze                                                                                 | Tucker Gates     | Jeffrey Vlaming                                               | 29. března 1996    | 11. listopadu 1997 | 3X19      |
| 69           | 20        | Jose Chung's From Outer Space | Jose Chung "Od jinud" (DVD) Kosmos Jose Chunga (Disney+)                                       | Rob Bowman       | Darin Morgan                                                  | 12. dubna 1996     | 18. listopadu 1997 | 3X20      |
| 70           | 21        | Avatar                        | Avatar                                                                                         | James Charleston | David Duchovny a Howard Gordon (námět) Howard Gordon (scénář) | 26. dubna 1996     | 25. listopadu 1997 | 3X21      |
| 71           | 22        | Quagmire                      | Bažina                                                                                         | Kim Manners      | Kim Newton                                                    | 3. května 1996     | 2. prosince 1997   | 3X22      |
| 72           | 23        | Wetwired                      | Mokrý spoj                                                                                     | Rob Bowman       | Mat Beck                                                      | 10. května 1996    | 9. prosince 1997   | 3X23      |
| 73           | 24        | Talitha Cumi                  | Talitha Cumi                                                                                   | R. W. Goodwin    | David Duchovny a Chris Carter (námět) Chris Carter (scénář)   | 17. května 1996    | 23. prosince 1997  | 3X24      |

### Čtvrtá řada (1996–1997)
| Č. v seriálu | Č. v řadě | Původní název                      | Český název                                                       | Režie            | Scénář                                                      | Premiéra v USA     | Premiéra v ČR   | Prod. kód |
| ------------ | --------- | ---------------------------------- | ----------------------------------------------------------------- | ---------------- | ----------------------------------------------------------- | ------------------ | --------------- | --------- |
| 74           | 1         | Herrenvolk                         | Herrenvolk                                                        | R. W. Goodwin    | Chris Carter                                                | 4. října 1996      | 8. ledna 1998   | 4X01      |
| 75           | 2         | Home                               | Domov                                                             | Kim Manners      | Glen Morgan a James Wong                                    | 11. října 1996     | 22. ledna 1998  | 4X03      |
| 76           | 3         | Teliko                             | Teliko                                                            | James Charleston | Howard Gordon                                               | 18. října 1996     | 29. ledna 1998  | 4X04      |
| 77           | 4         | Unruhe                             | Nepokoj                                                           | Rob Bowman       | Vince Gilligan                                              | 27. října 1996     | 15. ledna 1998  | 4X02      |
| 78           | 5         | The Field Where I Died             | Pole, na kterém jsem zemřel (DVD) Pole, kde jsem zemřel (Disney+) | Rob Bowman       | Glen Morgan a James Wong                                    | 3. listopadu 1996  | 5. února 1998   | 4X05      |
| 79           | 6         | Sanguinarium                       | Krvavá krása                                                      | Kim Manners      | Valerie Mayhew a Vivian Mayhew                              | 10. listopadu 1996 | 12. února 1998  | 4X06      |
| 80           | 7         | Musings of a Cigarette Smoking Man | Kouřící muž (DVD) Kuřákovo hloubání (Disney+)                     | James Wong       | Glen Morgan                                                 | 17. listopadu 1996 | 19. února 1998  | 4X07      |
| 81           | 8         | Tunguska                           | Tunguska                                                          | Kim Manners      | Frank Spotnitz a Chris Carter                               | 24. listopadu 1996 | 5. března 1998  | 4X09      |
| 82           | 9         | Terma                              | Terma                                                             | Rob Bowman       | Frank Spotnitz a Chris Carter                               | 1. prosince 1996   | 12. března 1998 | 4X10      |
| 83           | 10        | Paper Hearts                       | Papírová srdíčka (DVD) Srdce z papíru (Disney+)                   | Rob Bowman       | Vince Gilligan                                              | 15. prosince 1996  | 26. února 1998  | 4X08      |
| 84           | 11        | El Mundo Gira                      | El Mundo Gira                                                     | Tucker Gates     | John Shiban                                                 | 12. ledna 1997     | 19. března 1998 | 4X11      |
| 85           | 12        | Leonard Betts                      | Leonard Betts                                                     | Kim Manners      | Vince Gilligan, John Shiban a Frank Spotnitz                | 26. ledna 1997     | 9. dubna 1998   | 4X14      |
| 86           | 13        | Never Again                        | Nikdy více (DVD) Už nikdy (Disney+)                               | Rob Bowman       | Glen Morgan a James Wong                                    | 2. února 1997      | 2. dubna 1998   | 4X13      |
| 87           | 14        | Memento Mori                       | Memento mori                                                      | Rob Bowman       | Chris Carter, Vince Gilligan, John Shiban a Frank Spotnitz  | 9. února 1997      | 16. dubna 1998  | 4X15      |
| 88           | 15        | Kaddish                            | Kadiš                                                             | Kim Manners      | Howard Gordon                                               | 16. února 1997     | 26. března 1998 | 4X12      |
| 89           | 16        | Unrequited                         | Nepomstění (DVD) Nepomstěný (Disney+)                             | Michael Lange    | Howard Gordon (námět) Howard Gordon a Chris Carter (scénář) | 23. února 1997     | 23. dubna 1998  | 4X16      |
| 90           | 17        | Tempus Fugit                       | Tempus fugit                                                      | Rob Bowman       | Chris Carter a Frank Spotnitz                               | 16. března 1997    | 30. dubna 1998  | 4X17      |
| 91           | 18        | Max                                | Max                                                               | Kim Manners      | Chris Carter a Frank Spotnitz                               | 23. března 1997    | 7. května 1998  | 4X18      |
| 92           | 19        | Synchrony                          | Synchronie                                                        | James Charleston | Howard Gordon a David Greenwalt                             | 13. dubna 1997     | 21. května 1998 | 4X19      |
| 93           | 20        | Small Potatoes                     | Malé ryby                                                         | Cliff Bole       | Vince Gilligan                                              | 20. dubna 1997     | 28. května 1998 | 4X20      |
| 94           | 21        | Zero Sum                           | Nulový součet                                                     | Kim Manners      | Howard Gordon a Frank Spotnitz                              | 27. dubna 1997     | 4. června 1998  | 4X21      |
| 95           | 22        | Elegy                              | Elegie (DVD) Žalozpěv (Disney+)                                   | James Charleston | John Shiban                                                 | 4. května 1997     | 11. června 1998 | 4X22      |
| 96           | 23        | Demons                             | Démoni                                                            | Kim Manners      | R. W. Goodwin                                               | 11. května 1997    | 18. června 1998 | 4X23      |
| 97           | 24        | Gethsemane                         | Getsemani                                                         | R. W. Goodwin    | Chris Carter                                                | 18. května 1997    | 25. června 1998 | 4X24      |

### Pátá řada (1997–1998)
| Č. v seriálu | Č. v řadě | Původní název              | Český název                                                      | Režie             | Scénář                                                                | Premiéra v USA     | Premiéra v ČR     | Prod. kód |
| ------------ | --------- | -------------------------- | ---------------------------------------------------------------- | ----------------- | --------------------------------------------------------------------- | ------------------ | ----------------- | --------- |
| 98           | 1         | Redux                      | Redux (DVD) Podvod I (TV, Disney+)                               | R. W. Goodwin     | Chris Carter                                                          | 2. listopadu 1997  | 6. ledna 2000     | 5X02      |
| 99           | 2         | Redux II                   | Redux II (DVD) Podvod II (TV, Disney+)                           | Kim Manners       | Chris Carter                                                          | 9. listopadu 1997  | 13. ledna 2000    | 5X03      |
| 100          | 3         | Unusual Suspects           | Obvyklí podezřelí (DVD) Neobvyklí podezřelí (TV, Disney+)        | Kim Manners       | Vince Gilligan                                                        | 16. listopadu 1997 | 30. prosince 1999 | 5X01      |
| 101          | 4         | Detour                     | Objížďka (DVD) Zajížďka (TV, Disney+)                            | Brett Dowler      | Frank Spotnitz                                                        | 23. listopadu 1997 | 20. ledna 2000    | 5X04      |
| 102          | 5         | The Post-Modern Prometheus | Postmoderní Prométeus (DVD) Postmoderní Prométheus (TV, Disney+) | Chris Carter      | Chris Carter                                                          | 30. listopadu 1997 | 27. ledna 2000    | 5X06      |
| 103          | 6         | Christmas Carol            | Vánoční koleda (DVD) Koleda (TV, Disney+)                        | Peter Markle      | Vince Gilligan, John Shiban a Frank Spotnitz                          | 7. prosince 1997   | 31. ledna 2000    | 5X05      |
| 104          | 7         | Emily                      | Emily                                                            | Kim Manners       | Vince Gilligan, John Shiban a Frank Spotnitz                          | 14. prosince 1997  | 7. února 2000     | 5X07      |
| 105          | 8         | Kitsunegari                | Kitsunegari                                                      | Daniel Sackheim   | Vince Gilligan a Tim Minear                                           | 4. ledna 1998      | 21. února 2000    | 5X08      |
| 106          | 9         | Schizogeny                 | Schizogénia (DVD) Boj s minulostí (TV, Disney+)                  | Ralph Hemecker    | Jessica Scott a Mike Wollaeger                                        | 11. ledna 1998     | 28. února 2000    | 5X09      |
| 107          | 10        | Chinga                     | Chinga (DVD) Panenka (TV, Disney+)                               | Kim Manners       | Stephen King a Chris Carter                                           | 8. února 1998      | 6. března 2000    | 5X10      |
| 108          | 11        | Kill Switch                | Vypínač                                                          | Rob Bowman        | William Gibson a Tom Maddox                                           | 15. února 1998     | 13. března 2000   | 5X11      |
| 109          | 12        | Bad Blood                  | Zlá krev                                                         | Cliff Bole        | Vince Gilligan                                                        | 22. února 1998     | 20. března 2000   | 5X12      |
| 110          | 13        | Patient X                  | Pacientka X                                                      | Kim Manners       | Chris Carter a Frank Spotnitz                                         | 1. března 1998     | 27. března 2000   | 5X13      |
| 111          | 14        | The Red And The Black      | Červení a černí                                                  | Chris Carter      | Chris Carter a Frank Spotnitz                                         | 8. března 1998     | 3. dubna 2000     | 5X14      |
| 112          | 15        | Travelers                  | Sympatizanti (DVD) Souputníci (TV, Disney+)                      | William A. Graham | John Shiban a Frank Spotnitz                                          | 29. března 1998    | 10. dubna 2000    | 5X15      |
| 113          | 16        | Mind's Eye                 | Duševní zrak (DVD) Vnitřní zrak (TV, Disney+)                    | Kim Manners       | Tim Minear                                                            | 19. dubna 1998     | 17. dubna 2000    | 5X16      |
| 114          | 17        | All Souls                  | Všechny duše (DVD) Andělské duše (TV, Disney+)                   | Allen Coulter     | Billy Brown a Dan Angel (námět) Frank Spotnitz a John Shiban (scénář) | 26. dubna 1998     | 15. května 2000   | 5X17      |
| 115          | 18        | The Pine Bluff Variant     | Variant Pine Bluff (DVD) Americká varianta (TV, Disney+)         | Rob Bowman        | John Shiban                                                           | 3. května 1998     | 22. května 2000   | 5X18      |
| 116          | 19        | Folie a Deux               | Folie a Deux (DVD) Šálení smyslů (TV, Disney+)                   | Kim Manners       | Vince Gilligan                                                        | 10. května 1998    | 29. května 2000   | 5X19      |
| 117          | 20        | The End                    | Konec                                                            | R. W. Goodwin     | Chris Carter                                                          | 17. května 1998    | 5. června 2000    | 5X20      |

### Šestá řada (1998–1999)
| Č. v seriálu | Č. v řadě | Původní název                  | Český název                                                           | Režie           | Scénář                                                       | Premiéra v USA     | Premiéra v ČR     | Prod. kód |
| ------------ | --------- | ------------------------------ | --------------------------------------------------------------------- | --------------- | ------------------------------------------------------------ | ------------------ | ----------------- | --------- |
| 118          | 1         | The Beginning                  | Začátek                                                               | Kim Manners     | Chris Carter                                                 | 8. listopadu 1998  | 19. června 2000   | 6ABX01    |
| 119          | 2         | Drive                          | Jízda                                                                 | Rob Bowman      | Vince Gilligan                                               | 15. listopadu 1998 | 26. června 2000   | 6ABX02    |
| 120          | 3         | Triangle                       | Trojúhelník                                                           | Chris Carter    | Chris Carter                                                 | 22. listopadu 1998 | 21. července 2000 | 6ABX03    |
| 121          | 4         | Dreamland                      | Krajina snů I (DVD) Země snů I (TV, Disney+)                          | Kim Manners     | Vince Gilligan, John Shiban a Frank Spotnitz                 | 29. listopadu 1998 | 27. července 2000 | 6ABX04    |
| 122          | 5         | Dreamland II                   | Krajina snů II (DVD) Země snů II (TV, Disney+)                        | Michael Watkins | Vince Gilligan, John Shiban a Frank Spotnitz                 | 6. prosince 1998   | 28. července 2000 | 6ABX05    |
| 123          | 6         | How the Ghosts Stole Christmas | Jak duchové ukradli Vánoce (DVD) Jak duch ukradl Vánoce (TV, Disney+) | Chris Carter    | Chris Carter                                                 | 13. prosince 1998  | 10. srpna 2000    | 6ABX08    |
| 124          | 7         | Terms of Endearment            | Pravidla zábavy (DVD) Něžnůstky (TV, Disney+)                         | Rob Bowman      | David Amann                                                  | 3. ledna 1999      | 3. srpna 2000     | 6ABX06    |
| 125          | 8         | The Rain King                  | Dešťový král                                                          | Kim Manners     | Jeffrey Bell                                                 | 10. ledna 1999     | 4. srpna 2000     | 6ABX07    |
| 126          | 9         | S.R. 819                       | S.R. 819                                                              | Daniel Sackheim | John Shiban                                                  | 17. ledna 1999     | 17. srpna 2000    | 6ABX10    |
| 127          | 10        | Tithonus                       | Tithonus (DVD) Fotograf smrti (TV, Disney+)                           | Michael Watkins | Vince Gilligan                                               | 24. ledna 1999     | 10. srpna 2000    | 6ABX09    |
| 128          | 11        | Two Fathers                    | Dva otcové (DVD) Jeden syn I (TV, Disney+)                            | Kim Manners     | Chris Carter a Frank Spotnitz                                | 7. února 1999      | 18. srpna 2000    | 6ABX11    |
| 129          | 12        | One Son                        | Jedináček (DVD) Jeden syn II (TV, Disney+)                            | Rob Bowman      | Chris Carter a Frank Spotnitz                                | 14. února 1999     | 24. srpna 2000    | 6ABX12    |
| 130          | 13        | Agua Mala                      | Zlá voda                                                              | Rob Bowman      | David Amann                                                  | 21. února 1999     | 31. srpna 2000    | 6ABX14    |
| 131          | 14        | Monday                         | Pondělí                                                               | Kim Manners     | Vince Gilligan a John Shiban                                 | 28. února 1999     | 1. září 2000      | 6ABX15    |
| 132          | 15        | Arcadia                        | Arkádie                                                               | Michael Watkins | Daniel Arkin                                                 | 7. března 1999     | 25. srpna 2000    | 6ABX13    |
| 133          | 16        | Alpha                          | Alfa (DVD) Instinkt (TV, Disney+)                                     | Peter Markle    | Jeffrey Bell                                                 | 28. března 1999    | 7. září 2000      | 6ABX16    |
| 134          | 17        | Trevor                         | Trevor                                                                | Rob Bowman      | Jim Guttridge a Ken Hawryliw                                 | 11. dubna 1999     | 8. září 2000      | 6ABX17    |
| 135          | 18        | Milagro                        | Milagro                                                               | Kim Manners     | John Shiban a Frank Spotnitz (námět) Chris Carter (scénář)   | 18. dubna 1999     | 14. září 2000     | 6ABX18    |
| 136          | 19        | The Unnatural                  | Nepřirozený (DVD) Z jiného světa (TV, Disney+)                        | David Duchovny  | David Duchovny                                               | 25. dubna 1999     | 21. září 2000     | 6ABX20    |
| 137          | 20        | Three of a Kind                | Tři svého druhu (DVD) Tři experti (TV, Disney+)                       | Bryan Spicer    | Vince Gilligan a John Shiban                                 | 2. května 1999     | 15. září 2000     | 6ABX19    |
| 138          | 21        | Field Trip                     | Výlet do hor                                                          | Kim Manners     | Frank Spotnitz (námět) John Shiban a Vince Gilligan (scénář) | 9. května 1999     | 22. září 2000     | 6ABX21    |
| 139          | 22        | Biogenesis                     | Biogeneze                                                             | Rob Bowman      | Chris Carter a Frank Spotnitz                                | 16. května 1999    | 28. září 2000     | 6ABX22    |

### Sedmá řada (1999–2000)
| Č. v seriálu | Č. v řadě | Původní název                      | Český název                                                                   | Režie               | Scénář                                       | Premiéra v USA     | Premiéra v ČR  | Prod. kód |
| ------------ | --------- | ---------------------------------- | ----------------------------------------------------------------------------- | ------------------- | -------------------------------------------- | ------------------ | -------------- | --------- |
| 140          | 1         | The Sixth Extinction               | Šestý zánik (DVD) Šestý zánik I (TV, Disney+)                                 | Kim Manners         | Chris Carter                                 | 7. listopadu 1999  | 2. ledna 2008  | 7ABX03    |
| 141          | 2         | The Sixth Extinction II: Amor Fati | Šestý zánik II: Láska k osudu (DVD) Šestý zánik II: Láska osudu (TV, Disney+) | Michael Watkins     | David Duchovny a Chris Carter                | 14. listopadu 1999 | 3. ledna 2008  | 7ABX04    |
| 142          | 3         | Hungry                             | Hlad                                                                          | Kim Manners         | Vince Gilligan                               | 21. listopadu 1999 | 9. ledna 2008  | 7ABX01    |
| 143          | 4         | Millennium                         | Milénium                                                                      | Thomas J. Wright    | Vince Gilligan a Frank Spotnitz              | 28. listopadu 1999 | 10. ledna 2008 | 7ABX05    |
| 144          | 5         | Rush                               | Nával (DVD) Zrychlení (TV, Disney+)                                           | Robert Lieberman    | David Amann                                  | 5. prosince 1999   | 14. ledna 2008 | 7ABX06    |
| 145          | 6         | The Goldberg Variation             | Goldbergova variace (DVD) Souhra náhod (TV, Disney+)                          | Thomas J. Wright    | Jeffrey Bell                                 | 12. prosince 1999  | 16. ledna 2008 | 7ABX02    |
| 146          | 7         | Orison                             | Orison (DVD) Láska boží (TV, Disney+)                                         | Rob Bowman          | Chip Johannessen                             | 9. ledna 2000      | 17. ledna 2008 | 7ABX07    |
| 147          | 8         | The Amazing Maleeni                | Úžasný Maleeni                                                                | Thomas J. Wright    | Vince Gilligan, John Shiban a Frank Spotnitz | 16. ledna 2000     | 21. ledna 2008 | 7ABX08    |
| 148          | 9         | Signs and Wonders                  | Znamení a zázraky (DVD) Divy a zázraky (TV, Disney+)                          | Kim Manners         | Jeffrey Bell                                 | 23. ledna 2000     | 23. ledna 2008 | 7ABX09    |
| 149          | 10        | Sein und Zeit                      | Bytí a čas                                                                    | Michael Watkins     | Chris Carter a Frank Spotnitz                | 6. února 2000      | 24. ledna 2008 | 7ABX10    |
| 150          | 11        | Closure                            | Završení (DVD) Konec cesty (TV, Disney+)                                      | Kim Manners         | Chris Carter a Frank Spotnitz                | 13. února 2000     | 28. ledna 2008 | 7ABX11    |
| 151          | 12        | X-Cops                             | Policajti X (DVD) Poldové X (TV, Disney+)                                     | Michael Watkins     | Vince Gilligan                               | 20. února 2000     | 30. ledna 2008 | 7ABX12    |
| 152          | 13        | First Person Shooter               | Střelec v první osobě (DVD) Z pohledu střelce (TV, Disney+)                   | Chris Carter        | William Gibson a Tom Maddox                  | 27. února 2000     | 31. ledna 2008 | 7ABX13    |
| 153          | 14        | Theef                              | Theef (DVD) Zloději (TV, Disney+)                                             | Kim Manners         | Vince Gilligan, John Shiban a Frank Spotnitz | 12. března 2000    | 4. února 2008  | 7ABX14    |
| 154          | 15        | En Ami                             | Jako přítel (DVD) Jako přátelé (TV, Disney+)                                  | Rob Bowman          | William B. Davis                             | 19. března 2000    | 6. února 2008  | 7ABX15    |
| 155          | 16        | Chimera                            | Chiméra (DVD) Přízrak (TV, Disney+)                                           | Cliff Bole          | David Amann                                  | 2. dubna 2000      | 7. února 2008  | 7ABX16    |
| 156          | 17        | all things                         | Všechno (DVD) Úplně všechno (TV, Disney+)                                     | Gillian Andersonová | Gillian Andersonová                          | 9. dubna 2000      | 11. února 2008 | 7ABX17    |
| 157          | 18        | Brand X                            | Značka X (DVD) Nová značka (TV, Disney+)                                      | Kim Manners         | Steven Maeda a Greg Walker                   | 16. dubna 2000     | 13. února 2008 | 7ABX19    |
| 158          | 19        | Hollywood A.D.                     | Hollywoodský šéf (DVD) Hollywoodská story (TV, Disney+)                       | David Duchovny      | David Duchovny                               | 30. dubna 2000     | 14. února 2008 | 7ABX18    |
| 159          | 20        | Fight Club                         | Fight Club (DVD) Klub rváčů (TV, Disney+)                                     | Paul Shapiro        | Chris Carter                                 | 7. května 2000     | 18. února 2008 | 7ABX20    |
| 160          | 21        | Je Souhaite                        | Přeji si (DVD) Tři přání (TV, Disney+)                                        | Vince Gilligan      | Vince Gilligan                               | 14. května 2000    | 20. února 2008 | 7ABX21    |
| 161          | 22        | Requiem                            | Rekviem                                                                       | Kim Manners         | Chris Carter                                 | 21. května 2000    | 21. února 2008 | 7ABX22    |

### Osmá řada (2000–2001)
| Č. v seriálu | Č. v řadě | Původní název         | Český název                                                     | Režie           | Scénář                                                    | Premiéra v USA     | Premiéra v ČR   | Prod. kód |
| ------------ | --------- | --------------------- | --------------------------------------------------------------- | --------------- | --------------------------------------------------------- | ------------------ | --------------- | --------- |
| 162          | 1         | Within                | Zevnitř (DVD) Vevnitř (TV, Disney+)                             | Kim Manners     | Chris Carter                                              | 5. listopadu 2000  | 25. února 2008  | 8ABX01    |
| 163          | 2         | Without               | Zvenku (DVD) Venku (TV, Disney+)                                | Kim Manners     | Chris Carter                                              | 12. listopadu 2000 | 27. února 2008  | 8ABX02    |
| 164          | 3         | Patience              | Trpělivost                                                      | Chris Carter    | Chris Carter                                              | 19. listopadu 2000 | 28. února 2008  | 8ABX04    |
| 165          | 4         | Roadrunners           | Poustevníci                                                     | Rod Hardy       | Vince Gilligan                                            | 26. listopadu 2000 | 3. března 2008  | 8ABX05    |
| 166          | 5         | Invocation            | Invokace (DVD) Tichá prosba (TV, Disney+)                       | Richard Compton | David Amann                                               | 3. prosince 2000   | 5. března 2008  | 8ABX06    |
| 167          | 6         | Redrum                | Redrum (DVD) Adžarv (TV, Disney+)                               | Peter Markle    | Steven Maeda a Daniel Arkin (námět) Steven Maeda (scénář) | 10. prosince 2000  | 6. března 2008  | 8ABX03    |
| 168          | 7         | Via Negativa          | Via Negativa (DVD) Cesta temnoty (TV, Disney+)                  | Tony Wharmby    | Frank Spotnitz                                            | 17. prosince 2000  | 10. března 2008 | 8ABX07    |
| 169          | 8         | Surekill              | Ničitel (DVD) Jistá smrt (TV, Disney+)                          | Terrence O'Hara | Greg Walker                                               | 7. ledna 2001      | 12. března 2008 | 8ABX09    |
| 170          | 9         | Salvage               | Záchrana (DVD) Pachuť kovu (TV, Disney+)                        | Rod Hardy       | Jeffrey Bell                                              | 14. ledna 2001     | 13. března 2008 | 8ABX10    |
| 171          | 10        | Badlaa                | Pomsta                                                          | Tony Wharmby    | John Shiban                                               | 21. ledna 2001     | 17. března 2008 | 8ABX12    |
| 172          | 11        | The Gift              | Dar                                                             | Kim Manners     | Frank Spotnitz                                            | 4. února 2001      | 19. března 2008 | 8ABX11    |
| 173          | 12        | Medusa                | Medúza                                                          | Richard Compton | Frank Spotnitz                                            | 11. února 2001     | 20. března 2008 | 8ABX13    |
| 174          | 13        | Per Manum             | Per Manum                                                       | Kim Manners     | Chris Carter a Frank Spotnitz                             | 18. února 2001     | 24. března 2008 | 8ABX08    |
| 175          | 14        | This Is Not Happening | Toto nemůže být pravda (DVD) To nemůže být pravda (TV, Disney+) | Kim Manners     | Chris Carter a Frank Spotnitz                             | 25. února 2001     | 26. března 2008 | 8ABX14    |
| 176          | 15        | DeadAlive             | Živý mrtvý (DVD) Nemrtvý (TV, Disney+)                          | Tony Wharmby    | Chris Carter a Frank Spotnitz                             | 1. dubna 2001      | 27. března 2008 | 8ABX15    |
| 177          | 16        | Three Words           | Tři slova                                                       | Tony Wharmby    | Chris Carter a Frank Spotnitz                             | 8. dubna 2001      | 31. března 2008 | 8ABX18    |
| 178          | 17        | Empedocles            | Empedokles (DVD) Empedoklés (TV, Disney+)                       | Barry K. Thomas | Greg Walker                                               | 22. dubna 2001     | 2. dubna 2008   | 8ABX17    |
| 179          | 18        | Vienen                | Vienen                                                          | Rod Hardy       | Steven Maeda                                              | 29. dubna 2001     | 3. dubna 2008   | 8ABX16    |
| 180          | 19        | Alone                 | Sám                                                             | Frank Spotnitz  | Frank Spotnitz                                            | 6. května 2001     | 7. dubna 2008   | 8ABX19    |
| 181          | 20        | Essence               | Podstata                                                        | Kim Manners     | Chris Carter                                              | 13. května 2001    | 9. dubna 2008   | 8ABX20    |
| 182          | 21        | Existence             | Existence                                                       | Kim Manners     | Chris Carter                                              | 20. května 2001    | 10. dubna 2008  | 8ABX21    |

### Devátá řada (2001–2002)
| Č. v seriálu | Č. v řadě | Původní název                       | Český název                                                                         | Režie             | Scénář                                                                      | Premiéra v USA     | Premiéra v ČR     | Prod. kód |
| ------------ | --------- | ----------------------------------- | ----------------------------------------------------------------------------------- | ----------------- | --------------------------------------------------------------------------- | ------------------ | ----------------- | --------- |
| 183          | 1         | Nothing Important Happened Today    | Dnes se nic významného nestalo (DVD) Dnes se nic významného nestalo I (TV, Disney+) | Kim Manners       | Chris Carter a Frank Spotnitz                                               | 11. listopadu 2001 | 17. června 2013   | 9ABX01    |
| 184          | 2         | Nothing Important Happened Today II | Dnes se nic významného nestalo II                                                   | Tony Wharmby      | Chris Carter a Frank Spotnitz                                               | 18. listopadu 2001 | 18. června 2013   | 9ABX02    |
| 185          | 3         | Dæmonicus                           | Dæmonicus                                                                           | Frank Spotnitz    | Frank Spotnitz                                                              | 2. prosince 2001   | 24. června 2013   | 9ABX03    |
| 186          | 4         | 4-D                                 | 4-D                                                                                 | Tony Wharmby      | Steven Maeda                                                                | 9. prosince 2001   | 25. června 2013   | 9ABX05    |
| 187          | 5         | Lord of the Flies                   | Pán much                                                                            | Kim Manners       | Thomas Schnauz                                                              | 16. prosince 2001  | 1. července 2013  | 9ABX06    |
| 188          | 6         | Trust No 1                          | Nikomu nevěř (DVD, Disney+) N1komu nevěř (TV)                                       | Tony Wharmby      | Chris Carter a Frank Spotnitz                                               | 6. ledna 2002      | 2. července 2013  | 9ABX08    |
| 189          | 7         | John Doe                            | John Doe                                                                            | Michelle MacLaren | Vince Gilligan                                                              | 13. ledna 2002     | 9. července 2013  | 9ABX07    |
| 190          | 8         | Hellbound                           | Odkázáni peklu                                                                      | Kim Manners       | David Amann                                                                 | 27. ledna 2002     | 16. července 2013 | 9ABX04    |
| 191          | 9         | Provenance                          | Původ                                                                               | Kim Manners       | Chris Carter a Frank Spotnitz                                               | 3. března 2002     | 23. července 2013 | 9ABX10    |
| 192          | 10        | Providence                          | Prozřetelnost                                                                       | Chris Carter      | Chris Carter a Frank Spotnitz                                               | 10. března 2002    | 30. července 2013 | 9ABX11    |
| 193          | 11        | Audrey Pauley                       | Audrey Pauleyová (DVD, Disney+) Audrey (TV)                                         | Kim Manners       | Steven Maeda                                                                | 17. března 2002    | 6. srpna 2013     | 9ABX13    |
| 194          | 12        | Underneath                          | Spodek (DVD) Pod povrchem (TV, Disney+)                                             | John Shiban       | John Shiban                                                                 | 31. března 2002    | 13. srpna 2013    | 9ABX09    |
| 195          | 13        | Improbable                          | Nepravděpodobné                                                                     | Chris Carter      | Chris Carter                                                                | 7. dubna 2002      | 3. září 2013      | 9ABX14    |
| 196          | 14        | Scary Monsters                      | Strašidla (DVD) Příšery (TV, Disney+)                                               | Dwight Little     | Thomas Schnauz                                                              | 14. dubna 2002     | 4. září 2013      | 9ABX12    |
| 197          | 15        | Jump the Shark                      | Preskoč žraloka (DVD, Disney+) A svět osaměl (TV)                                   | Cliff Bole        | Vince Gilligan, John Shiban a Frank Spotnitz                                | 21. dubna 2002     | 10. září 2013     | 9ABX15    |
| 198          | 16        | William                             | William                                                                             | David Duchovny    | David Duchovny, Frank Spotnitz a Chris Carter (námět) Chris Carter (scénář) | 28. dubna 2002     | 11. září 2013     | 9ABX17    |
| 199          | 17        | Release                             | Osvobození (DVD) Vysvobození (TV, Disney+)                                          | Kim Manners       | John Shiban a David Amann (námět) David Amann (scénář)                      | 5. května 2002     | 24. září 2013     | 9ABX16    |
| 200          | 18        | Sunshine Days                       | Oslnivé časy (DVD) Slunečné dny (TV, Disney+)                                       | Vince Gilligan    | Vince Gilligan                                                              | 12. května 2002    | 25. září 2013     | 9ABX18    |
| 201          | 19        | The Truth                           | Pravda I                                                                            | Kim Manners       | Chris Carter                                                                | 19. května 2002    | 8. října 2013     | 9ABX19    |
| 202          | 20        | The Truth II                        | Pravda II                                                                           | Kim Manners       | Chris Carter                                                                | 19. května 2002    | 9. října 2013     | 9ABX20    |

### Desátá řada (2016)
| Č. v seriálu | Č. v řadě | Původní název                           | Český název                    | Režie        | Scénář                                                                   | Premiéra v USA | Premiéra v ČR  | Prod. kód |
| ------------ | --------- | --------------------------------------- | ------------------------------ | ------------ | ------------------------------------------------------------------------ | -------------- | -------------- | --------- |
| 203          | 1         | My Struggle                             | Můj boj                        | Chris Carter | Chris Carter                                                             | 24. ledna 2016 | 8. dubna 2016  | 1AYW01    |
| 204          | 2         | Founder's Mutation                      | Zakladatelova mutace           | James Wong   | James Wong                                                               | 25. ledna 2016 | 8. dubna 2016  | 1AYW05    |
| 205          | 3         | Mulder and Scully Meet the Were-Monster | Setkání s příšerodlakem        | Darin Morgan | Darin Morgan                                                             | 1. února 2016  | 9. dubna 2016  | 1AYW03    |
| 206          | 4         | Home Again                              | Návrat domů                    | Glen Morgan  | Glen Morgan                                                              | 8. února 2016  | 9. dubna 2016  | 1AYW02    |
| 207          | 5         | Babylon                                 | Babylon                        | Chris Carter | Chris Carter                                                             | 15. února 2016 | 10. dubna 2016 | 1AYW04    |
| 208          | 6         | My Struggle II                          | Můj boj II Můj boj 2 (Disney+) | Chris Carter | Chris Carter, Margaret Fearon a Anne Simon (námět) Chris Carter (scénář) | 22. února 2016 | 10. dubna 2016 | 1AYW06    |

### Jedenáctá řada (2018)
| Č. v seriálu | Č. v řadě | Původní název                  | Český název                     | Režie        | Scénář                          | Premiéra v USA  | Premiéra v ČR  | Prod. kód |
| ------------ | --------- | ------------------------------ | ------------------------------- | ------------ | ------------------------------- | --------------- | -------------- | --------- |
| 209          | 1         | My Struggle III                | Můj boj III Můj boj 3 (Disney+) | Chris Carter | Chris Carter                    | 3. ledna 2018   | 18. srpna 2018 | 2AYW01    |
| 210          | 2         | This                           | Život po životě                 | Glen Morgan  | Glen Morgan                     | 10. ledna 2018  | 20. srpna 2018 | 2AYW02    |
| 211          | 3         | Plus One                       | Plus jedna                      | Chris Carter | Kevin Hooks                     | 17. ledna 2018  | 25. srpna 2018 | 2AYW03    |
| 212          | 4         | The Lost Art of Forehead Sweat | Počkat, cože?                   | Darin Morgan | Darin Morgan                    | 24. ledna 2018  | 27. srpna 2018 | 2AYW04    |
| 213          | 5         | Ghouli                         | Ghouli                          | James Wong   | James Wong                      | 31. ledna 2018  | 2. září 2018   | 2AYW05    |
| 214          | 6         | Kitten                         | Kotě                            | Carol Banker | Gabe Rotter                     | 7. února 2018   | 3. září 2018   | 2AYW06    |
| 215          | 7         | Rm9sbG93ZXJz                   | Sledující                       | Glen Morgan  | Shannon Hamblin a Kristen Cloke | 28. února 2018  | 9. září 2018   | 2AYW07    |
| 216          | 8         | Familiar                       | Důvěrně známý démon             | Holly Dale   | Benjamin Van Allen              | 7. března 2018  | 10. září 2018  | 2AYW09    |
| 217          | 9         | Nothing Lasts Forever          | Nic netrvá věčně                | James Wong   | Karen Nielsen                   | 14. března 2018 | 16. září 2018  | 2AYW08    |
| 218          | 10        | My Struggle IV                 | Můj boj IV Můj boj 4 (Disney+)  | Chris Carter | Chris Carter                    | 21. března 2018 | 17. září 2018  | 2AYW10    |

## Speciály
Seriál má i speciální střihové epizody. První tři speciály byly v ČR vysílány v televizi s dabingem; na DVD vydání jsou jako bonus u 9. série, ale bez dabingu.
| Série | Název                       | Český název                                  | Premiéra v USA    | Premiéra v ČR     | Původní pořadí   |
| ----- | --------------------------- | -------------------------------------------- | ----------------- | ----------------- | ---------------- |
| 2     | The Secrets of the X-Files  | Tajemství Akt X                              | 19. května 1995   | 26. června 1997   | po dílu 2x24     |
| 3     | More Secrets of the X-Files | Další tajemství Akt X                        | 10. května 1996   | 16. prosince 1997 | po dílu 3x23     |
| 5     | Inside the X-Files          | Uvnitř Akt X (DVD) Jak se točila Akta X (TV) | 1. února 1998     | 12. června 2000   | po dílu 5x09     |
| 10    | The X-Files: Re-Opened      |                                              | 28. prosince 2015 |                   | před dílem 10x01 |

## VHS edice
Seriál vycházel na VHS ve speciálním vydání. Vybrané epizody, většinou vícedílné a většinou tzv. mytologické, byly pro uvedení na videokazetě přestříhány do souvislého filmu. V Česku byly dokonce k dispozici ve videopůjčovnách a v prodeji dříve, než se objevily v televizi. Byly proto také v předstihu nadabovány. Pro následné televizní vysílání se použil VHS dabing, ale s výjimkou dílů z páté, sedmé a osmé série, které byly nadabovány podruhé. Ve světě se Akta X dočkala i jiných výběrových edic - uvedena je pouze ta nejdelší, která vycházela i v Česku, která ale nebyla vydána v češtině celá, zřejmě kvůli upadajícímu zájmu.
| Název                            | Český název                  | Obsahuje epizody                                                      |
| -------------------------------- | ---------------------------- | --------------------------------------------------------------------- |
| File 1: The Unopened File        | Akta 1: Neotevřená akta      | Anasazi, The Blessing Way, Paper Clip                                 |
| File 2: Tooms                    | Akta 2: Hnízdo               | Squeeze, Tooms                                                        |
| File 3: Abduction                | Akta 3: Únos                 | Duane Barry, Ascension, One Breath                                    |
| File 4: Colony                   | Akta 4: Kolonie              | Colony, End Game                                                      |
| File 5: 82517                    | Akta 5: 82517                | Nisei, 731                                                            |
| Special Edition: Piper Maru      | Speciální vydání: Piper Maru | Piper Maru, Apocrypha                                                 |
| File 6: Master Plan              | Akta 6: Plán                 | Talitha Cumi, Herrenvolk                                              |
| File 7: Tunguska                 | Akta 7: Tunguzská záhada     | Tunguska, Terma                                                       |
| File 8: Tempus Fugit             | Akta 8: Tempus Fugit         | Tempus Fugit, Max                                                     |
| File 9: Redux                    | Akta 9: Redux                | Gethsemane, Redux, Redux II                                           |
| File 10: Emily                   | Akta 10: Emily               | Christmas Carol, Emily                                                |
| File 11: Patient X               | Akta 11: Pacient X           | Patient X, The Red and the Black                                      |
| File 12: The End                 | Akta 12: Konec               | The End                                                               |
| One Son                          | Jedináček                    | Two Fathers, One Son                                                  |
| Biogenesis                       | Biogeneze                    | Biogenesis, The Sixth Extinction, The Sixth Extinction II: Amor Fati  |
| Closure                          | Samantha                     | Sein Und Zeit, Closure                                                |
| Requiem                          | Rekviem                      | Requiem, Within, Without                                              |
| Millennium                       | -                            | Millenium a Via Dolorosa, Goodbye To All That ze seriálu Millennium   |
| Dreamland                        | Identita                     | Dreamland, Dreamland II                                               |
| DeadAlive                        | -                            | This is Not Happening, DeadAlive                                      |
| Existence                        | -                            | Essence, Existence                                                    |
| Nothing Important Happened Today | -                            | Nothing Important Happened Today, Nothing Important Happened Today II |
| Providence                       | -                            | Provenance, Providence                                                |
| The Truth                        | -                            | The Truth                                                             |